# EHF Champions League (femminile)
L'EHF Champions League, nota anche come DELO EHF Champions League per ragioni di sponsorizzazione, è la massima competizione europea di pallamano femminile per club. La denominazione corrente sostituì nel 1993 la denominazione storica di European Champions Cup (Coppa dei Campioni d'Europa). Istituita nel 1961, viene organizzata annualmente dalla European Handball Federation (EHF). La società più titolata nella manifestazione è lo Spartak Kiev con 13 vittorie.

## Formato
Al torneo prendono parte 16 squadre. Le federazioni nazionali classificate dal primo al nono posto nel ranking annuale dell'EHF possono iscrivere una loro squadra alla competizione, alla federazione prima classificata nel ranking è concessa un ulteriore posto, mentre i restanti posti sono assegnati alle squadre indicate dalle federazioni dal secondo al trentesimo posto nel ranking in base ai criteri definiti dall'EHF. La prima parte del torneo consiste in una fase a gironi e le 16 squadre partecipanti sono divise in due gironi da 8 squadra ciascuno. Nei due gironi ciascuna squadra affronta le altre due volte in partite di andata e ritorno, per un totale di 14 giornate. Al termine della fase a gironi, le prime due classificate di ciascun girone sono ammesse direttamente ai quarti di finale, mentre le squadre classificate dal terzo al sesto posto disputano i play-off per l'ammissione ai quarti. Le vincitrici dei quarti di finale accedono alla final four per l'assegnazione del titolo.

## Albo d'oro
| Edizione                                                         | Vincitore                                              | Punteggio                                              | Finalista                                              | Terzo                                                  | Quarto                                                 |
| ---------------------------------------------------------------- | ------------------------------------------------------ | ------------------------------------------------------ | ------------------------------------------------------ | ------------------------------------------------------ | ------------------------------------------------------ |
| Dal 1960 al 1993 la competizione è denominata Coppa dei Campioni |                                                        |                                                        |                                                        |                                                        |                                                        |
| 1960-61 dettagli                                                 | Ştiinţa Bucarest                                       | 13-5 (8-1 / 5-4)                                       | Dynamo Prague                                          | Žalgiris Kaunas                                        | RSF Mulheim                                            |
| 1961-62 dettagli                                                 | Sparta Prague                                          | 11-7 (2-3 / 9-4)                                       | ORK Belgrade                                           | RSF Mulheim                                            | Ştiinţa Bucarest                                       |
| 1962-63 dettagli                                                 | Trud Mosca                                             | 11-8                                                   | Frederiksberg IF                                       | Fortschritt Weissenfels                                | Rapid Bucarest                                         |
| 1963-64 dettagli                                                 | Rapid Bucarest                                         | 14-13                                                  | Helsingør IF                                           | Spartacus Budapest                                     | Eimsbütteler TV                                        |
| 1964-65 dettagli                                                 | HG København                                           | 21-17 (14-7 / 7-10)                                    | Spartacus Budapest                                     | Swift Roermond                                         | Lokomotiva Zagreb                                      |
| 1965-66 dettagli                                                 | SC Leipzig                                             | 17-11 (10-5 / 7-6)                                     | HG København                                           | Spartacus Budapest                                     | Sparta Prague                                          |
| 1966-67 dettagli                                                 | Žalgiris Kaunas                                        | 8-7                                                    | SC Leipzig                                             | Universitatea Timişoara                                | Bohemians Prague                                       |
| 1967-68 dettagli                                                 | Žalgiris Kaunas                                        | 13-11                                                  | Empor Rostock                                          | KS Cracovia                                            | Rapid Bucarest                                         |
| 1969-70 dettagli                                                 | Spartak Kiev                                           | 9-7                                                    | SC Leipzig                                             | Žalgiris Kaunas                                        | HG København                                           |
| 1970-71 dettagli                                                 | Spartak Kiev                                           | 11-8                                                   | Ferencváros                                            | 1.FC Nürnberg                                          | HG København                                           |
| 1971-72 dettagli                                                 | Spartak Kiev                                           | 12-8                                                   | SC Leipzig                                             | Bakony Veszprém                                        | Universitatea Bucarest                                 |
| 1972-73 dettagli                                                 | Spartak Kiev                                           | 17-8                                                   | Universitatea Timişoara                                | NILOC Amsterdam                                        | SC Leipzig                                             |
| 1973-74 dettagli                                                 | SC Leipzig                                             | 12-10                                                  | Spartak Kiev                                           | Eintracht Minden                                       | Radnički Belgrade                                      |
| 1974-75 dettagli                                                 | Spartak Kiev                                           | 14-10                                                  | Lokomotiva Zagreb                                      | IEFS Bucarest                                          | Vasas Budapest                                         |
| 1975-76 dettagli                                                 | Radnicki Belgrade                                      | 22-12                                                  | Swift Roermond                                         | Admira Wien                                            | Stockholmspolisens IF                                  |
| 1976-77 dettagli                                                 | Spartak Kiev                                           | 15-7                                                   | SC Leipzig                                             | Radnicki Belgrade                                      | IL Vestar                                              |
| 1977-78 dettagli                                                 | TSC Berlin                                             | 19-14                                                  | Vasas Budapest                                         | IL Vestar                                              | Ruch Chorzów                                           |
| 1978-79 dettagli                                                 | Spartak Kiev                                           | 31-22 (14-9 / 17-13)                                   | Vasas Budapest                                         | Eintracht Minden                                       | SC Leipzig                                             |
| 1979-80 dettagli                                                 | RK Radnicki Belgrade                                   | 45-29 (22-19 / 23-10 )                                 | Inter Bratislava                                       | Stockholmspolisens IF                                  | VIG G. Dimitrov                                        |
| 1980-81 dettagli                                                 | Spartak Kiev                                           | 39-26 (17-13 / 22-13)                                  | Radnicki Belgrade                                      | VIG G. Dimitrov                                        | RK Osijek                                              |
| 1981-82 dettagli                                                 | Vasas Budapest                                         | 50-43 (29-19 / 21-24)                                  | Radnicki Belgrade                                      | Spartak Kiev                                           | Rulmentul Braşov                                       |
| 1982-83 dettagli                                                 | Spartak Kiev                                           | 23-19                                                  | Radnicki Belgrade                                      | Bayer Leverkusen                                       | Vasas Budapest                                         |
| 1983-84 dettagli                                                 | Radnicki Belgrade                                      | 42-35 (22-16 / 20-19)                                  | Bayer Leverkusen                                       | Hypo Niederösterreich                                  | Vasas Budapest                                         |
| 1984-85 dettagli                                                 | Spartak Kiev                                           | 41-31 (23-16 / 18-15)                                  | Radnicki Belgrade                                      | SC Leipzig                                             | Hypo Niederösterreich                                  |
| 1985-86 dettagli                                                 | Spartak Kiev                                           | 52-45 (29-23 / 23-22)                                  | Ştiinţa Bacău                                          | Vasas Budapest                                         | Budućnost Podgorica                                    |
| 1986-87 dettagli                                                 | Spartak Kiev                                           | 50-37 (25-17 / 25-20)                                  | Hypo Niederösterreich                                  | Ştiinţa Bacău                                          | ZVL Prešov                                             |
| 1987-88 dettagli                                                 | Spartak Kiev                                           | 33-31 (16-14 / 17-17)                                  | Hypo Niederösterreich                                  | Spartacus Budapest                                     | Radnicki Belgrade                                      |
| 1988-89 dettagli                                                 | Hypo Niederösterreich                                  | 12-8 (16-14 / 21-19)                                   | Spartak Kiev                                           | Debreceni VSC                                          | CS Mureșul                                             |
| 1989-90 dettagli                                                 | Hypo Niederösterreich                                  | 59-50 (29-24 / 30-26)                                  | Kuban Krasnodar                                        | Chimistul Râmnicu Vâlcea                               | SC Brühl                                               |
| 1990-91 dettagli                                                 | TV Giessen-Lützellinden                                | 43-40 (21-15 / 22-25)                                  | Hypo Niederösterreich                                  | Rostselmaš                                             | Építők SC                                              |
| 1991-92 dettagli                                                 | Hypo Niederösterreich                                  | 34-32 (15-14 / 19-18)                                  | TV Giessen-Lützellinden                                | Chimistul Râmnicu Vâlcea                               | Walle Bremen                                           |
| 1992-93 dettagli                                                 | Hypo Niederösterreich                                  | 40-25 (17-14 / 23-11)                                  | Vasas Budapest                                         | Mar Valencia                                           | Walle Bremen                                           |
| Dal 1993 la competizione è denominata EHF Champions League       |                                                        |                                                        |                                                        |                                                        |                                                        |
| 1993-94 dettagli                                                 | Hypo Niederösterreich                                  | 45-39 (18-20 / 25-21)                                  | Vasas Budapest                                         | Mar Valencia                                           | TV Giessen-Lützellinden                                |
| 1994-95 dettagli                                                 | Hypo Niederösterreich                                  | 40-36 (17-14 / 26-19)                                  | Podravka Koprivnica                                    | Mar Valencia                                           | Walle Bremen                                           |
| 1995-96 dettagli                                                 | Podravka Koprivnica                                    | 38-37 (17-13 / 25-20)                                  | Hypo Niederösterreich                                  | Mar Valencia                                           | Ferencváros                                            |
| 1996-97 dettagli                                                 | Mar Valencia                                           | 58-50 (35-26 / 24-23)                                  | Viborg                                                 | Hypo Niederösterreich                                  | Ferencváros                                            |
| 1997-98 dettagli                                                 | Hypo Niederösterreich                                  | 56-47 (28-21 / 26-28)                                  | Mar Valencia                                           | Podravka Koprivnica                                    | Budućnost Podgorica                                    |
| 1998-99 dettagli                                                 | Dunaújvárosi NKS                                       | 51-49 (25-23 / 26-26)                                  | Krim                                                   | Hypo Niederösterreich                                  | Budućnost Podgorica                                    |
| 1999-00 dettagli                                                 | Hypo Niederösterreich                                  | 52-45 (32-23 / 22-20)                                  | Kometal Gjorče Petrov                                  | Budućnost Podgorica                                    | Volgograd Akva                                         |
| 2000-01 dettagli                                                 | Krim                                                   | 47-41 (22-22 / 25-19)                                  | Viborg                                                 | Budućnost Podgorica                                    | Ferencváros                                            |
| 2001-02 dettagli                                                 | Kometal Gjorče Petrov                                  | 51-49 (27-25 / 26-22)                                  | Ferencváros                                            | Larvik                                                 | Budućnost Podgorica                                    |
| 2002-03 dettagli                                                 | Krim                                                   | 63-58 (30-27 / 36-28)                                  | Mar Valencia                                           | Ikast EH                                               | Viborg                                                 |
| 2003-04 dettagli                                                 | Slagelse                                               | 61-56 (25-24 / 32-36)                                  | Krim                                                   | Dunaújvárosi NKS                                       | Larvik                                                 |
| 2004-05 dettagli                                                 | Slagelse                                               | 54-43 (27-23 / 20-27)                                  | Kometal Gjorče Petrov                                  | Dunaújvárosi NKS                                       | Hypo Niederösterreich                                  |
| 2005-06 dettagli                                                 | Viborg                                                 | 44-43 (22-24 / 20-21)                                  | Krim                                                   | BM Sagunto                                             | Aalborg DH                                             |
| 2006-07 dettagli                                                 | Slagelse                                               | 61-53 (29-29 / 32-24)                                  | Lada Togliatti                                         | Győri ETO KC                                           | Hypo Niederösterreich                                  |
| 2007-08 dettagli                                                 | Zvezda Zvenigorod                                      | 56-53 (25-24 / 29-31)                                  | Hypo Niederösterreich                                  | Győri ETO KC                                           | Lada Togliatti                                         |
| 2008-09 dettagli                                                 | Viborg                                                 | 50-49 (24-26 / 23-26)                                  | Győri ETO KC                                           | Râmnicu Vâlcea                                         | Hypo Niederösterreich                                  |
| 2009-10 dettagli                                                 | Viborg                                                 | 60-52 (28-21 / 32-31)                                  | Râmnicu Vâlcea                                         | Győri ETO KC                                           | Larvik                                                 |
| 2010-11 dettagli                                                 | Larvik                                                 | 47-46 (23-21 / 25-24)                                  | SD Itxako                                              | Budućnost Podgorica                                    | Győri ETO KC                                           |
| 2011-12 dettagli                                                 | Budućnost Podgorica                                    | 54-54 (29-27 / 27-25)                                  | Győri ETO KC                                           | Râmnicu Vâlcea                                         | Larvik                                                 |
| 2012-13 dettagli                                                 | Győri ETO KC                                           | 47-43 (21-24 / 23-22)                                  | Larvik                                                 | Râmnicu Vâlcea                                         | Krim                                                   |
| 2013-14 dettagli                                                 | Győri ETO KC                                           | 27-21                                                  | Budućnost Podgorica                                    | Vardar Skopje                                          | FC Midtjylland                                         |
| 2014-15 dettagli                                                 | Budućnost Podgorica                                    | 26-22                                                  | Larvik                                                 | Vardar Skopje                                          | Dinamo Volgograd                                       |
| 2015-16 dettagli                                                 | CSM Bucarest                                           | 29-26                                                  | Győri ETO KC                                           | Vardar Skopje                                          | Budućnost Podgorica                                    |
| 2016-17 dettagli                                                 | Győri ETO KC                                           | 31-30                                                  | Vardar Skopje                                          | CSM Bucarest                                           | Budućnost Podgorica                                    |
| 2017-18 dettagli                                                 | Győri ETO KC                                           | 27-26                                                  | Vardar Skopje                                          | CSM Bucarest                                           | Rostov-Don                                             |
| 2018-19 dettagli                                                 | Győri ETO KC                                           | 25-24                                                  | Rostov-Don                                             | Vipers Kristiansand                                    | Metz                                                   |
| 2019-20 dettagli                                                 | Edizione annullata a causa della pandemia di COVID-19. | Edizione annullata a causa della pandemia di COVID-19. | Edizione annullata a causa della pandemia di COVID-19. | Edizione annullata a causa della pandemia di COVID-19. | Edizione annullata a causa della pandemia di COVID-19. |
| 2020-21 dettagli                                                 | Vipers Kristiansand                                    | 34-28                                                  | Brest Bretagne                                         | Győri ETO KC                                           | CSKA Mosca                                             |
| 2021-22 dettagli                                                 | Vipers Kristiansand                                    | 33-31                                                  | Győri ETO KC                                           | Metz                                                   | Team Esbjerg                                           |
| 2022-23 dettagli                                                 | Vipers Kristiansand                                    | 28-24                                                  | Ferencváros                                            | Győri ETO KC                                           | Team Esbjerg                                           |
| 2023-24 dettagli                                                 | Győri ETO KC                                           | 30-23                                                  | BBM Bietigheim                                         | Team Esbjerg                                           | Metz                                                   |
| 2024-25 dettagli                                                 | Győri ETO KC                                           | 29-27                                                  | Odense                                                 | Team Esbjerg                                           | Metz                                                   |

## Statistiche

### Riepilogo edizioni vinte per squadra
| Club                    | Vittorie | Finali perse | Anni vittorie                                                                | Anni finali perse            |
| ----------------------- | -------- | ------------ | ---------------------------------------------------------------------------- | ---------------------------- |
| Spartak Kiev            | 13       | 2            | 1970, 1971, 1972, 1973, 1975, 1977, 1979, 1981, 1983, 1985, 1986, 1987, 1988 | 1974, 1989                   |
| Hypo Niederösterreich   | 8        | 5            | 1989, 1990, 1992, 1993, 1994, 1995, 1998, 2000                               | 1987, 1988, 1991, 1996, 2008 |
| Győri ETO KC            | 7        | 3            | 2013, 2014, 2017, 2018, 2019, 2024, 2025                                     | 2009, 2012, 2016, 2022       |
| Radnički Belgrado       | 3        | 4            | 1976, 1980, 1984                                                             | 1981, 1982, 1983, 1985       |
| Viborg HK               | 3        | 2            | 2006, 2009, 2010                                                             | 1997, 2001                   |
| Slagelse DT             | 3        | 0            | 2004, 2005, 2007                                                             |                              |
| Vipers Kristianstad     | 3        | 0            | 2021, 2022, 2023                                                             |                              |
| SC Leipzig              | 2        | 4            | 1966, 1974                                                                   | 1967, 1970, 1972, 1977       |
| Krim Ljubljana          | 2        | 3            | 2001, 2003                                                                   | 1999, 2004, 2006             |
| ŽRK Budućnost Podgorica | 2        | 1            | 2012, 2015                                                                   | 2014                         |
| Žalgiris Kaunas         | 2        | 0            | 1967, 1968                                                                   |                              |
| Vasas Budapest          | 1        | 4            | 1982                                                                         | 1978, 1979, 1993, 1994       |
| Sagunto                 | 1        | 2            | 1997                                                                         | 1998, 2003                   |
| Kometal Skopje          | 1        | 2            | 2002                                                                         | 2000, 2005                   |
| Larvik HK               | 1        | 2            | 2011                                                                         | 2013, 2015                   |
| HG København            | 1        | 1            | 1965                                                                         | 1966                         |
| TV Giessen-Lützellinden | 1        | 1            | 1991                                                                         | 1992                         |
| Podravka Koprivnica     | 1        | 1            | 1996                                                                         | 1995                         |
| Ştiinţa Bucarest        | 1        | 0            | 1961                                                                         |                              |
| Sparta Prague           | 1        | 0            | 1962                                                                         |                              |
| Trud Mosca              | 1        | 0            | 1963                                                                         |                              |
| Rapid Bucarest          | 1        | 0            | 1964                                                                         |                              |
| TSC Berlin              | 1        | 0            | 1978                                                                         |                              |
| Dunaferr NK             | 1        | 0            | 1999                                                                         |                              |
| Zvezda Zvenigorod       | 1        | 0            | 2008                                                                         |                              |
| CSM Bucarest            | 1        | 0            | 2016                                                                         |                              |